# Tommy Docherty
Thomas Henderson "Tommy" Docherty (født 24. april 1928 i Gorbals, Glasgow, Skotland, død 31. december 2020), kendt som The Doc, var en skotsk fodboldspiller og manager. Docherty spillede for flere klubber, dog mest i Preston North End. Han repræsenterede Skotland 25 gange i sin spillende karriere. Han formåede at håndtere i alt 13 klubber mellem 1961-1988, samt Skotlands fodboldlandshold. Docherty var manager for Manchester United mellem 1972-1977, hvor de blev forvist til andendivision, men dog rykkede op igen sæsonen efter.
Docherty blev i 2013 indlemmet i Scottish Football Hall of Fame.